# Bloodthorn
Bloodthorn je norská metalová kapela založená v roce 1992 ve městě Trondheim. Původně hrála black metal, později přeorientovala svou tvorbu na death metal.
V roce 1996 vyšlo první demo Natteskyggen a v roce 1997 debutové studiové album s názvem In the Shadow of Your Black Wings.

## Diskografie
Dema
- Natteskyggen (1996)

Studiová alba
- In the Shadow of Your Black Wings (1997)[1]
- Onwards into Battle (1999)
- Under the Reign of Terror (2001)
- Genocide (2006)[2]

Split nahrávky
- War Vol. I (1998) – split CD společně s finskou kapelou ...and Oceans

Box sety
- Collateral Damage - Complete War Series (2003) – box set obsahující 3 split CD War od firmy Season of Mist, dohromady zahrnuje 6 kapel (...and Oceans, Bloodthorn, Anata, Bethzaida, Cultus Sanguine a Seth)